# Giuseppe Federico Mennella
Giuseppe Federico Mennella (Mercogliano, 16 luglio 1950) è un giornalista italiano, ex direttore responsabile de l'Unità.

## Biografia
Laureato in filosofia politica e giornalista professionista dal 1976, aveva iniziato l'attività di giornalista a Taranto nel 1971; nel 1975 è redattore economico presso la redazione centrale de l'Unità di Roma e dal 1979 è giornalista parlamentare dello stesso quotidiano, nel quale assume l'incarico di redattore capo e di direttore responsabile (dal 1983 al 1995). Nel 1993 ha scritto con Massimo Riva, per gli Editori Editori Laterza, Atlanta Connection: libro inchiesta dedicato allo scandalo dei finanziamenti per 4.000 miliardi di lire erogati nel corso degli anni Ottanta dalla filiale di Atlanta della Bnl all'Iraq di Saddam Hussein. Dal 1994 al 2012 è stato opinionista politico-economico del programma Zapping di Radiouno, condotto da Aldo Forbice. È stato capo dell'Ufficio Stampa del Gruppo comunista al Senato (poi Pds e Ds) e, dal 1999 al 2001, portavoce e consigliere per l'informazione del ministro del Lavoro. Dal 2001 al 2009 è stato addetto e Capo dell'Ufficio Stampa del Senato della Repubblica. Dal gennaio 2020 dirige LiberEtà, rivista mensile dello Spi Cgil. 
Nel 2007 gli è stato attribuito il Premio alla Carriera per Addetti Stampa. 
Ha tenuto docenze a contratto sulla Deontologia della Professione giornalistica presso l'Università di Cassino e l'Università degli Studi di Roma Tor Vergata.